# Trattato di amicizia anglo-giapponese
Il trattato di amicizia anglo-giapponese (日英和親条約?, Nichi-Ei Washin Jōyaku) è stato un trattato internazionale tra il Regno Unito e l'Impero del Giappone (sotto il controllo dello shogunato Tokugawa). Il trattato fu firmato il 14 ottobre 1854 e riproponeva in sostanza gli stessi accordi della convenzione di Kanagawa, firmata sei mesi prima tra Giappone e Stati Uniti d'America, che poneva fine ad un periodo di 220 anni di auto-isolamento (sakoku) dei giapponesi.
Il trattato (oggi considerato uno dei trattati ineguali, a causa del forte sbilanciamento a favore della Gran Bretagna) sancì l'apertura alle navi britanniche dei porti di Nagasaki e Hakodate e riconosceva alla Gran Bretagna lo status di nazione più favorita.

## Contesto
Le relazioni tra i britannici e i giapponesi iniziarono nel XVII secolo, nel periodo iniziale dello shogunato Tokugawa. William Adams, un marinaio originario di Gillingham, nel Kent, approdò nel paese e riuscì a diventare consigliere dello shōgun Tokugawa Ieyasu. Nel 1613 fondò una stazione commerciale a Hirado (vicino Nagasaki) e iniziò a commerciare grazie all'aiuto del capitano John Saris (che fu tra i pochi occidentali ad ottenere il sigillo vermiglio). Tuttavia l'iniziativa ebbe poco successo, e in seguito alla decisione dei Tokugawa nel 1639 di isolare il paese dal resto del mondo i britannici scelsero di abbandonare il paese.
Negli anni seguenti i britannici fecero alcuni tentativi di riottenere libero accesso ai porti giapponesi, senza successo. Il più famoso è il tentativo della Return nel 1673 di approdare nel porto di Nagasaki, tuttavia la nave non ebbe il permesso di entrare in porto. Durante le guerre napoleoniche anche la nave da guerra HMS Phaeton entrò a Nagasaki per attaccare una nave olandese.
All'inizio del diciannovesimo secolo la politica isolazionistica del giapponese venne sottoposta a molteplici attacchi. Nel 1844 il Re Guglielmo II dei Paesi Bassi scrisse al governo giapponese il proprio dissenso per il modo in cui il paese limitava i contatti con gli stranieri.
Nel 1853 il commodoro della United States Navy Matthew Perry fu inviato con una flotta di navi da guerra dal presidente Millard Fillmore per forzare i giapponesi ad aprirsi al commercio, autorizzandolo all'uso della forza se necessario (primo esempio di quella che successivamente sarà ribattezzata diplomazia delle cannoniere).
In conseguenza all'azione di Perry si creò un fervente dibattimento sui pregi e sui difetti dell'apertura al commercio con gli stranieri, tuttavia quando Perry minacciò di navigare verso la capitale Edo e di raderla al suolo se necessario prevalse la fazione favorevole ad un accordo con gli americani. Al commodoro fu permesso di approdare a Kurihama il 14 luglio e iniziare i negoziati che portarono alla convenzione di Kanagawa firmata il 31 marzo 1854. Questa convenzione sancì l'apertura dei porti di Shimoda e Hakodate alle navi americane e permise la creazione di un consolato statunitense in terra giapponese.

## La spedizione Stirling
Nell'agosto 1853 l'ammiraglio russo Yevfimy Putyatin arrivò a Nagasaki con una flotta composta da quattro navi con l'intento di replicare ciò che il mese precedente aveva fatto il commodoro Perry a Kanagawa. All'epoca l'Impero Russo e l'Impero Britannico erano nemici nella guerra di Crimea e l'ammiraglio della Royal Navy James Stirling, preoccupato che i russi riuscissero a farsi aprire i porti, decise di partire anch'egli per il Giappone il 7 settembre 1854 a bordo della fregata da guerra HMS Winchester, accompagnato da altre tre navi.
Stirling non era partito con l'intento di stipulare un trattato, non essendo stato investito di nessun potere in tal senso, che fu pertanto frutto di un errore di comunicazione tra le due delegazioni. L'ammiraglio aveva come obbiettivo primario quello di attaccare e distruggere la forza navale russa in Giappone, e come obbiettivo secondario di pretendere il rispetto della neutralità da parte dei giapponesi. I giapponesi al contrario erano convinti che Stirling fosse venuto in Giappone per pretendere diritti simili a quelli concessi agli americani e richiesti anche dai russi. Questo fraintendimento fu dovuto al fatto che i pochi traduttori presenti nella zona non riuscirono a capirsi, poiché parlavano solo marginalmente la lingua rivale.

## Testo del trattato
Il trattato era composto da sette articoli ed era abbastanza breve:
1. Imponeva al Giappone di permettere l'accesso delle navi britanniche nei porti di Nagasaki e Hakodate.
2. Stabiliva le date di apertura dei porti interessati.
3. Sanciva che in caso di pericolo una nave britannica avrebbe potuto attraccare anche in porti diversi da quelli di Nagasaki e Hakodate.
4. Sanciva l'obbedienza delle navi inglesi e degli equipaggi alle leggi locali.
5. La Gran Bretagna si riservava di ricevere lo stesso trattamento di Paesi Bassi e Cina qualora altri porti dovessero essere aperti dal governo giapponese.
6. Imponeva la ratifica del trattato entro dodici mesi.
7. Imponeva la solidità del trattato, che non poteva essere modificato arbitrariamente da un ufficiale successivamente recatosi in Giappone.

## Conseguenze
In Giappone il trattato fu visto come un piccolo successo diplomatico. Infatti sebbene sbilanciato a favore della Gran Bretagna i delegati giapponesi ottennero di non concedere nulla che non fosse stato già concesso agli americani poco tempo prima nella convenzione di Kanagawa, ottenendo in cambio la sicurezza di non subire ripercussioni militari.
Per contro da parte inglese Sterling ricevette molteplici critiche perché il trattato non stipulava nessun obbligo di commercio tra giapponesi e britannici, ma solo l'apertura dei porti. Inoltre i cittadini inglesi in forza di questo trattato non godevano dell'extraterritorialità ed erano soggetti alle leggi giapponesi. A peggiorare la situazione era l'ultimo articolo che rendeva estremamente difficile rinegoziare il trattato.
Nel 1858, in occasione della consegna di una nave a vapore ai giapponesi la regina Vittoria inviò Lord Elgin per rinegoziare l'accordo utilizzando la consegna della nave come scusa. Il tentativo ebbe successo grazie alla pressione militare dei britannici e fu stipulato il trattato di amicizia e commercio anglo-giapponese. Questo nuovo trattato concesse molti privilegi ai britannici, tra cui l'extraterritorialità e abbattimento dei dazi di importazione.
L'anno seguente i giapponesi stipularono il Trattato di Shimoda con i russi, dal contenuto simile.